# Parco nazionale Sanjay Gandhi
Il Parco nazionale Sanjay Gandhi (Sanjay Gandhi National Park in inglese, संजय गांधी राष्ट्रीय उद्यान in marathi), anche noto come Borivali National Park, è un'area protetta di circa 100 chilometri quadrati  a Mumbai, nello stato del Maharashtra in India.

## Origine del nome
Originalmente chiamato Krishnagiri National Park, nel 1950 il nome richiamava la Krishnagiri (Montagna Nera, formazione rocciosa basaltica diffusa nell'area). In seguito venne rinominato Borivali National Park, per la sua posizione geografica e poi, per ricordare lo scomparso Sanjay Gandhi, figlio di Indira Gandhi, divenne Parco nazionale Sanjay Gandhi.

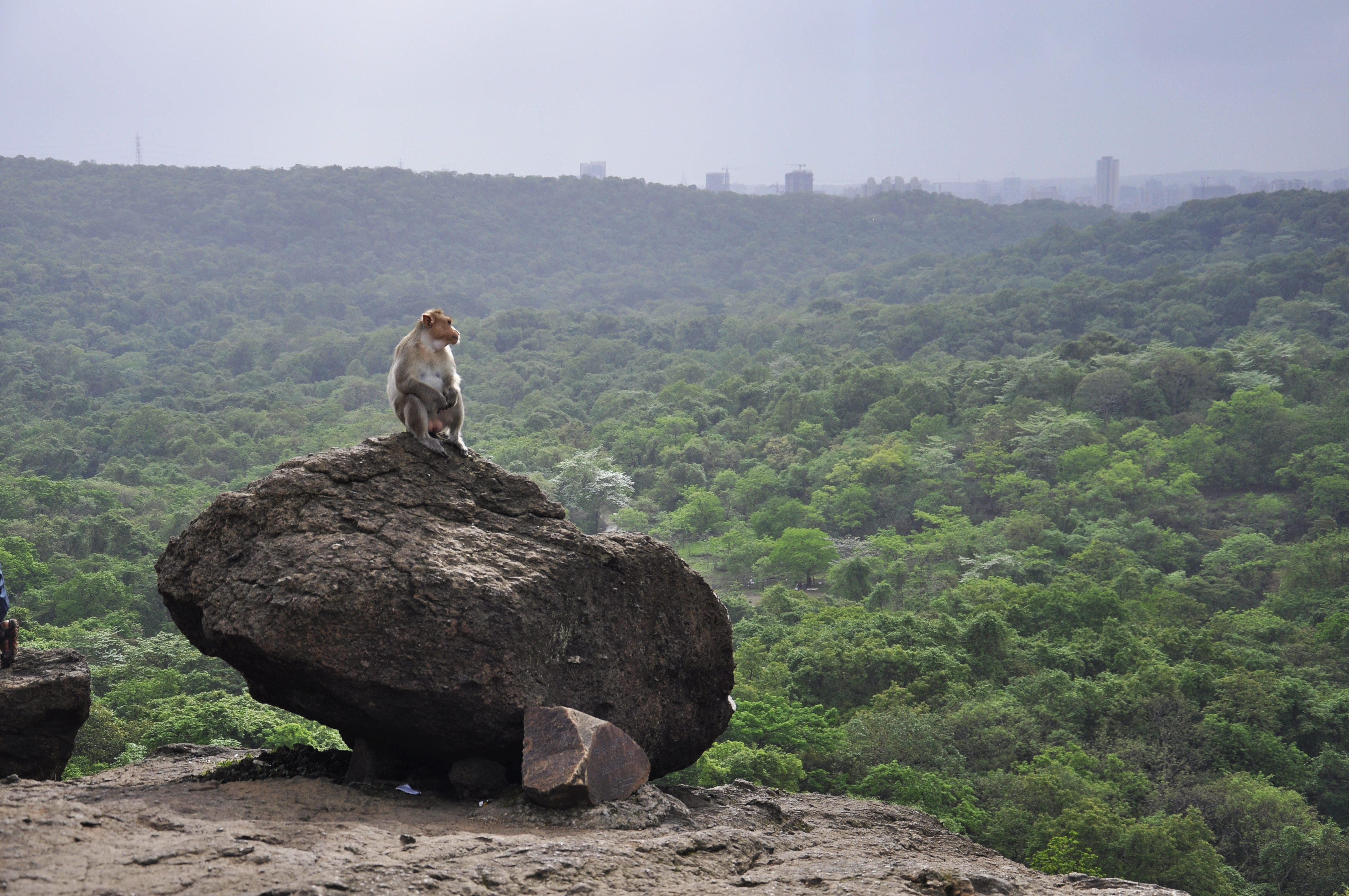
Una scimmia su un masso all'interno del parco.

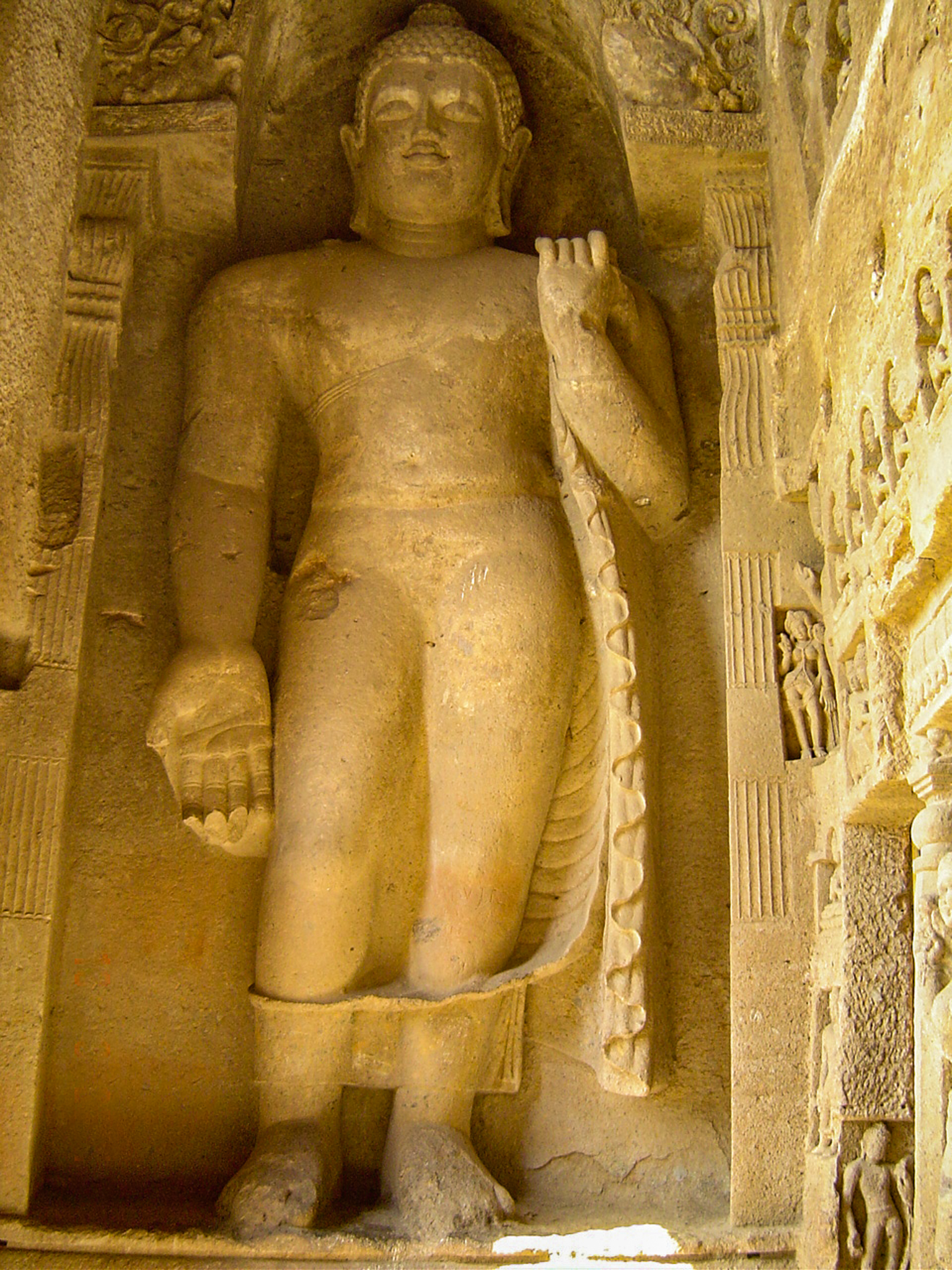
Statua che rappresenta Buddha, in piedi, nelle grotte Kanheri.

## Storia
Il parco è stato rifondato nel 1996 dopo aver avuto una sua lunga storia durata decenni poiché nacque come fusione tra diverse aree che si realizzò in vari momenti. Con la nuova sede a Borivali è risultato uno dei principali parchi nazionali situati all'interno di una città metropolitana ed è divenuto una delle aree protette più visitate al mondo.

## Descrizione
Il Parco nazionale Sanjay Gandhi è facilmente accessibile da Mumbai ed occupa un'area di enormi dimensioni.

## Area naturale
L'enorme area del parco contiene settori che sono vere foreste nelle quali vive una ricchissima varietà di flora e fauna, offrendo uno spazio per alcune specie a rischio di estinzione.
Sono presenti oltre mille specie di piante, centinaia di specie di uccelli migratori e inoltre insetti, pesci, anfibi, rettili e mammiferi, con una popolazione di leopardi.

## Sito archeologico
All'interno del parco sono presenti le grotte buddiste Kanheri che risalgono al I secolo a.C. e nelle vicinanze sorse la più grande scuola buddista dell'India occidentale, frequentata sino al X secolo. Il sito venne riscoperto dall'archeologo inglese James Bird nel 1839.